# Festival Internacional de Dixieland de Tarragona
El Festival Internacional de Dixieland de Tarragona, que se celebra la semana anterior a la de Pascua y acoge un centenar de actividades y conciertos, 25 formaciones y 175 músicos, nace en 1994 en Tarragona, una ciudad donde desde la restauración de los ayuntamientos democráticos, el jazz se había recuperado como género estable dentro de las diferentes programaciones culturales del año. Dado que otras poblaciones catalanas y también del resto de España ya contaban con festivales de jazz entendidos con un sentido genérico, la organización optó por la especialización de la vertiente Dixieland, es decir, el punto de partida del jazz, el jazz más tradicional, hecho que implicaba de entrada una innovación temática en el panorama y mapa de festivales españoles.
El Festival reúne anualmente unos 25.000 espectadores.
Se trata de una de las citas culturales más importantes no sólo de la ciudad de Tarragona sino también del conjunto de certámenes artísticos musicales de Cataluña. Dentro del mapa de festivales jazzísticos de España, es el único existente dedicado al estilo dixieland. Así mismo, ha sido considerado por diferentes especialistas como uno de los cuatro festivales de dixieland de referencia en Europa, junto a los de Breda (Países Bajos), Dresde (Alemania) y Miskolc (Hungría), representando el de Tarragona la región del Mediterráneo.

## Características del Festival
El Festival Internacional de Dixieland de Tarragona es un certamen en el que se vive con toda plenitud el concepto de festival. No se trata únicamente de un programa con grandes nombres que realizan una actuación destacada, sino que las formaciones acostumbran a realizar conciertos diversos en formatos variados. Por ello, no es extraño encontrar a una banda en un club una noche, y callejeando a la mañana siguiente. Teatros, auditorios, cafés, hoteles, restaurantes, mercados, calles y plazas, acogen mañana, tarde y noche a los artistas del festival, y llegan a los públicos más diversos, desde el periodista especializado a la señora que realiza sus compras en el mercado, desde los adultos a los niños.

## Objetivos
El estilo dixieland era especialmente interesante para conseguir los objetivos del festival:  
- Difusión.

Difusión del jazz entre sectores amplios de la población buscando la máxima diversificación y promoción de nuevo público. De hecho, el Festival llega a las escuelas de los centros de enseñanza de Tarragona, así como a las personas que van a comprar al mercado y se encuentran tocando las diferentes bandas. 
- Apoyo a la creación artística local.

Apoyo a la creación artística local, que ha dado sus frutos ya que en la actualidad la ciudad cuenta con cuatro brass bands y con un cuarteto de clarinetes y algunas formaciones de jazz y diversos espacios con programación estable. La posibilidad que los músicos locales toquen con algunos de los grandes monstruos de la escena jazzística española, europea y americana, a veces en la misma jam y en el mismo escenario, ha sido, sin duda, un aliciente a tener en cuenta.  
- Integración a la red de espacios musicales de la ciudad.

El festival ha buscado desde el mismo inicio una presencia en todas aquellas salas que habitualmente programan en nuestra ciudad. Por eso, el festival incluye una amplia lista de espacios interiores que tienen como eje vertebrador el Teatro Metropol.  
- Colaboración entre iniciativa pública, privada, en su financiación y programación.

El festival cuenta con una dirección artística libre e independiente integrada dentro del equipo de gestión cultural del Área de Cultura del Ayuntamiento de Tarragona. En la programación intervienen también los propietarios de las salas privadas con gestión empresarial que acuden al Festival, y también diversas asociaciones sin ánimo lucrativo que gestionan espacios y coordinan las audiciones para escuelas. 
- Generación de nuevos mercados para el jazz.

El Festival de Tarragona ha contribuido a que el dixieland esté mucho más presente en las programaciones públicas y privadas de España. Sin duda el incremento de bandas nacionales en el panorama musical dixieland es una realidad, destacando la renovación de intérpretes que se ha producido. Así junto a las bandas más históricas como la Locomotora Negra y la Vella Dixieland, han surgido formaciones mucho más jóvenes. Todos estos grupos responden, pues, a unas posibilidades de actuar no únicamente en ciclos especializados, sino también en actos oficiales, inauguraciones, campañas de promoción publicitaria y fiestas populares.  
- Contribución al mantenimiento de las orquestas y bandas de titularidad privada.

Todas las formaciones que han intervenido en el Festival responden a la fórmula de gestión privada, destacando las profesionales por encima de las asociaciones sin ánimo de lucro. 
- Creación de un sello cultural propio dentro del panorama del espectáculo catalán y nacional.

- Convertirse en una plataforma de contratación para otros festivales.

Aparte de haber generado más contrataciones genéricas, el Festival de Tarragona facilita constantemente información para programadores de otros festivales, no únicamente musicales, sino también teatrales dada la vertiente teatral que normalmente adquieren los paseos por las calles con bandas de dixieland. El Festival acoge asesores de diversas ciudades, especialmente europeas, aunque la voluntad inicial no era ser una [feria] sino un festival.  
- Programación de las mejores bandas del género a nivel mundial.

La pulcritud artística ha sido uno de los puntos de mira del Festival de Tarragona. En el apartado referente a las formaciones que han pasado por el Festival destaca la marca constante de calidad artística en todas las ediciones.  
- Contemporaneidad del proyecto.

Las nuevas tendencias de la música universal han demostrado que el dixieland ha vivido una reinterpretación por parte de las nuevas bandas que han definido un nuevo movimiento musical denominado neoswing, que parte de los Estados Unidos pero que también ha tenido repercusión en el Festival. Así mismo, el Festival traza un puente entre culturas al poner en contacto las formaciones de jazz occidental con las fanfarrias de los países del este de Europa.  
- Producción regular de creaciones y de proyectos inéditos.

Año tras año el Festival ha producido espectáculos propios, junto a la iniciativa privada. La gran mayoría han tenido un notable éxito artístico, avalado por la crítica, y algunos de ellos ha girado por numerosos festivales y programaciones. 
- Ayuda a la formación y al desarrollo profesional de los músicos jóvenes.

El Festival no ha querido nunca contar solo con las grandes estrellas, sino que ha apostado por integrar nuevas formaciones, especialmente las más jóvenes, en la programación. La sección Fringe se ha convertido en un referente. 
- Acciones de cooperación con otros festivales del arco mediterráneo.

Tarragona ha trabajado en diversas oportunidades con el Festival de Jazz de Tarrasa, y desde el 2006 lo hace también con el Festival de Dixieland de Cantanhede en Portugal y la Feria Trapezi de Circo de Reus.